# Caroline Green
Caroline Green (ur. 3 października 2003 w Waszyngtonie) – amerykańska łyżwiarka figurowa, startująca w parach tanecznych z Michaelem Parsonsem. Mistrzyni czterech kontynentów (2022), medalistka zawodów z cyklu Junior Grand Prix, mistrzyni Stanów Zjednoczonych juniorów (2019) oraz wicemistrzyni Stanów Zjednoczonych seniorów (2023).
Ma starszego brata Gordona (ur. 2001), który był jej partnerem tanecznym przez 10 lat (od sierpnia 2009 do czerwca 2019).

## Osiągnięcia

### Z Michaelem Parsonsem
| Zawody                              | 19–20          | 20–21          | 21–22          | 22–23          | 23–24          |                |                |                |                |                |                |                |                |                |                |                |                |
| Międzynarodowe                      | Międzynarodowe | Międzynarodowe | Międzynarodowe | Międzynarodowe | Międzynarodowe | Międzynarodowe | Międzynarodowe | Międzynarodowe | Międzynarodowe | Międzynarodowe | Międzynarodowe | Międzynarodowe | Międzynarodowe | Międzynarodowe | Międzynarodowe | Międzynarodowe | Międzynarodowe |
| ----------------------------------- | -------------- | -------------- | -------------- | -------------- | -------------- | -------------- | -------------- | -------------- | -------------- | -------------- | -------------- | -------------- | -------------- | -------------- | -------------- | -------------- | -------------- |
| Mistrzostwa świata                  |                |                |                | 6              |                |                |                |                |                |                |                |                |                |                |                |                |                |
| Mistrzostwa czterech kontynentów    |                |                | 1              | 5              | 6              |                |                |                |                |                |                |                |                |                |                |                |                |
| GP Cup of China                     |                |                |                |                | 3              |                |                |                |                |                |                |                |                |                |                |                |                |
| GP Gran Premio d’Italia             |                |                | 5              |                |                |                |                |                |                |                |                |                |                |                |                |                |                |
| GP NHK Trophy                       |                |                |                | 3              |                |                |                |                |                |                |                |                |                |                |                |                |                |
| GP Skate America                    | 7              | 4              |                |                | 4              |                |                |                |                |                |                |                |                |                |                |                |                |
| GP Skate Canada International       | 7              |                | 4              | 4              |                |                |                |                |                |                |                |                |                |                |                |                |                |
| CS Autumn Classic International     |                |                | 3              |                |                |                |                |                |                |                |                |                |                |                |                |                |                |
| CS Finlandia Trophy                 |                |                |                | 5              |                |                |                |                |                |                |                |                |                |                |                |                |                |
| CS Lombardia Trophy                 | 5              |                |                |                |                |                |                |                |                |                |                |                |                |                |                |                |                |
| CS Warsaw Cup                       | 3              |                | 3              |                |                |                |                |                |                |                |                |                |                |                |                |                |                |
| CS Golden Spin Zagrzeb              | 3              |                |                |                |                |                |                |                |                |                |                |                |                |                |                |                |                |
| Lake Placid Ice Dance International | 5              |                |                |                |                |                |                |                |                |                |                |                |                |                |                |                |                |
| Krajowe                             |                |                |                |                |                |                |                |                |                |                |                |                |                |                |                |                |                |
| Mistrzostwa Stanów Zjednoczonych    | 5              | 4              | 4              | 2              | 4              |                |                |                |                |                |                |                |                |                |                |                |                |

### Z Gordonem Greenem

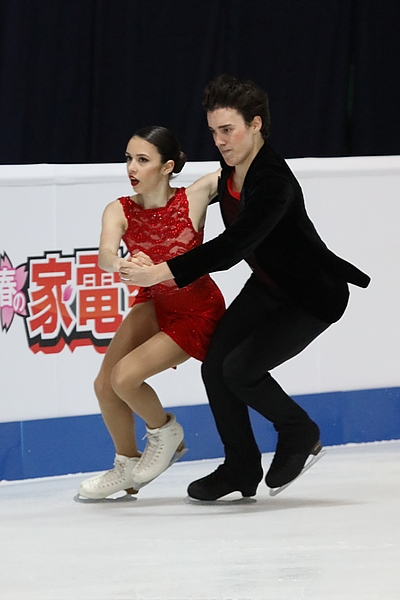
Green i Green w tańcu rytmicznym na mistrzostwach świata juniorów 2019

| Zawody                                | 11–12                                 | 12–13                                 | 13–14                                 | 14–15                                 | 15–16                                 | 16–17                                 | 17–18                                 | 18–19                                 |                                       |                                       |                                       |                                       |                                       |                                       |                                       |                                       |                                       |                                       |
| Międzynarodowe: Kategorie młodzieżowe | Międzynarodowe: Kategorie młodzieżowe | Międzynarodowe: Kategorie młodzieżowe | Międzynarodowe: Kategorie młodzieżowe | Międzynarodowe: Kategorie młodzieżowe | Międzynarodowe: Kategorie młodzieżowe | Międzynarodowe: Kategorie młodzieżowe | Międzynarodowe: Kategorie młodzieżowe | Międzynarodowe: Kategorie młodzieżowe | Międzynarodowe: Kategorie młodzieżowe | Międzynarodowe: Kategorie młodzieżowe | Międzynarodowe: Kategorie młodzieżowe | Międzynarodowe: Kategorie młodzieżowe | Międzynarodowe: Kategorie młodzieżowe | Międzynarodowe: Kategorie młodzieżowe | Międzynarodowe: Kategorie młodzieżowe | Międzynarodowe: Kategorie młodzieżowe | Międzynarodowe: Kategorie młodzieżowe | Międzynarodowe: Kategorie młodzieżowe |
| ------------------------------------- | ------------------------------------- | ------------------------------------- | ------------------------------------- | ------------------------------------- | ------------------------------------- | ------------------------------------- | ------------------------------------- | ------------------------------------- | ------------------------------------- | ------------------------------------- | ------------------------------------- | ------------------------------------- | ------------------------------------- | ------------------------------------- | ------------------------------------- | ------------------------------------- | ------------------------------------- | ------------------------------------- |
| Mistrzostwa świata juniorów           |                                       |                                       |                                       |                                       |                                       |                                       | 6                                     | 7                                     |                                       |                                       |                                       |                                       |                                       |                                       |                                       |                                       |                                       |                                       |
| JGP na Łotwie                         |                                       |                                       |                                       |                                       |                                       |                                       | 3                                     |                                       |                                       |                                       |                                       |                                       |                                       |                                       |                                       |                                       |                                       |                                       |
| JGP w Polsce                          |                                       |                                       |                                       |                                       |                                       |                                       | 3                                     |                                       |                                       |                                       |                                       |                                       |                                       |                                       |                                       |                                       |                                       |                                       |
| Bavarian Open                         |                                       |                                       |                                       |                                       |                                       | 1 AN                                  |                                       |                                       |                                       |                                       |                                       |                                       |                                       |                                       |                                       |                                       |                                       |                                       |
| Golden Spin Zagrzeb                   |                                       |                                       |                                       |                                       |                                       |                                       |                                       | 1 J                                   |                                       |                                       |                                       |                                       |                                       |                                       |                                       |                                       |                                       |                                       |
| Mentor Toruń Cup                      |                                       |                                       |                                       |                                       |                                       |                                       |                                       | 1 J                                   |                                       |                                       |                                       |                                       |                                       |                                       |                                       |                                       |                                       |                                       |
| NRW Trophy                            |                                       |                                       |                                       |                                       |                                       | 1 AN                                  |                                       |                                       |                                       |                                       |                                       |                                       |                                       |                                       |                                       |                                       |                                       |                                       |
| Lake Placid Ice Dance International   |                                       |                                       |                                       |                                       |                                       |                                       | 2 J                                   |                                       |                                       |                                       |                                       |                                       |                                       |                                       |                                       |                                       |                                       |                                       |
| Krajowe                               |                                       |                                       |                                       |                                       |                                       |                                       |                                       |                                       |                                       |                                       |                                       |                                       |                                       |                                       |                                       |                                       |                                       |                                       |
| Mistrzostwa Stanów Zjednoczonych      | 7 V                                   | 1 V                                   | 1 I                                   | 1 N                                   | 1 N                                   | 5 J                                   | 2 J                                   | 1 J                                   |                                       |                                       |                                       |                                       |                                       |                                       |                                       |                                       |                                       |                                       |
| Eastern Sectionals                    | 4 V                                   | 1 V                                   | 1 I                                   | 1 N                                   | 1 N                                   | 1 J                                   | 1 J                                   | 1 J                                   |                                       |                                       |                                       |                                       |                                       |                                       |                                       |                                       |                                       |                                       |

## Programy
Caroline Green / Michael Parsons
| Sezon   | Taniec rytmiczny (RD) | Taniec dowolny (FD) |
| ------- | --- | --- |
| 2022–23 | - Samba: Vocalizado – Alessandro Olivato - Rumba: Historia de un Amor – Cesária Évora - Samba: Boutique – Watazu choreografia: Charlie White, Tanith White, Greg Zuerlein                                                                | - Błękitna rapsodia – George Gershwin, wyk. Royal Philharmonic Orchestra choreografia: Charlie White, Tanith White, Greg Zuerlein                                        |
| 2021–22 | - Hip-hop: The Knowledge – Janet Jackson - Jazz: My Lovin' (You're Never Gonna Get It) – En Vogue - Hip-hop: Rhythm Nation – Janet Jackson choreografia: Jimmie Manners                                                                  | - Violin Concerto No. 1 „EsoConcerto” – Ezio Bosso - Clouds, The Mind on the (Re)Wind – Ezio Bosso, aranż. Hugo Chouinard choreografia: Aleksiej Kilijakow, Jelena Nowak |
| 2020–21 | - Thoroughly Modern Millie medley: - Fokstrot: I Turned The Corner – Gavin Creel, Sutton Foster - Quickstep: What Do I Need With Love? – Gavin Creel choreografia: Aleksiej Kilijakow, Jelena Nowak                                      | - Prince medley: - Dance 4 Me - Nothing Compares 2 U - Raspberry Beret choreografia: Aleksiej Kilijakow, Jelena Nowak                                                    |
| 2019–20 | - Quickstep: Screw Loose (z musicalu Cry Baby) – Adam Schlesinger, David Javerbaum - Blues: Baby Baby Baby Baby (z musicalu Thoroughly Modern Millie) – Adam Schlesinger, David Javerbaum choreografia: Aleksiej Kilijakow, Jelena Nowak | - Conquest of Spaces – Woodkid - I Love You (Acoustic) – Woodkid |